# Freestyle scooter

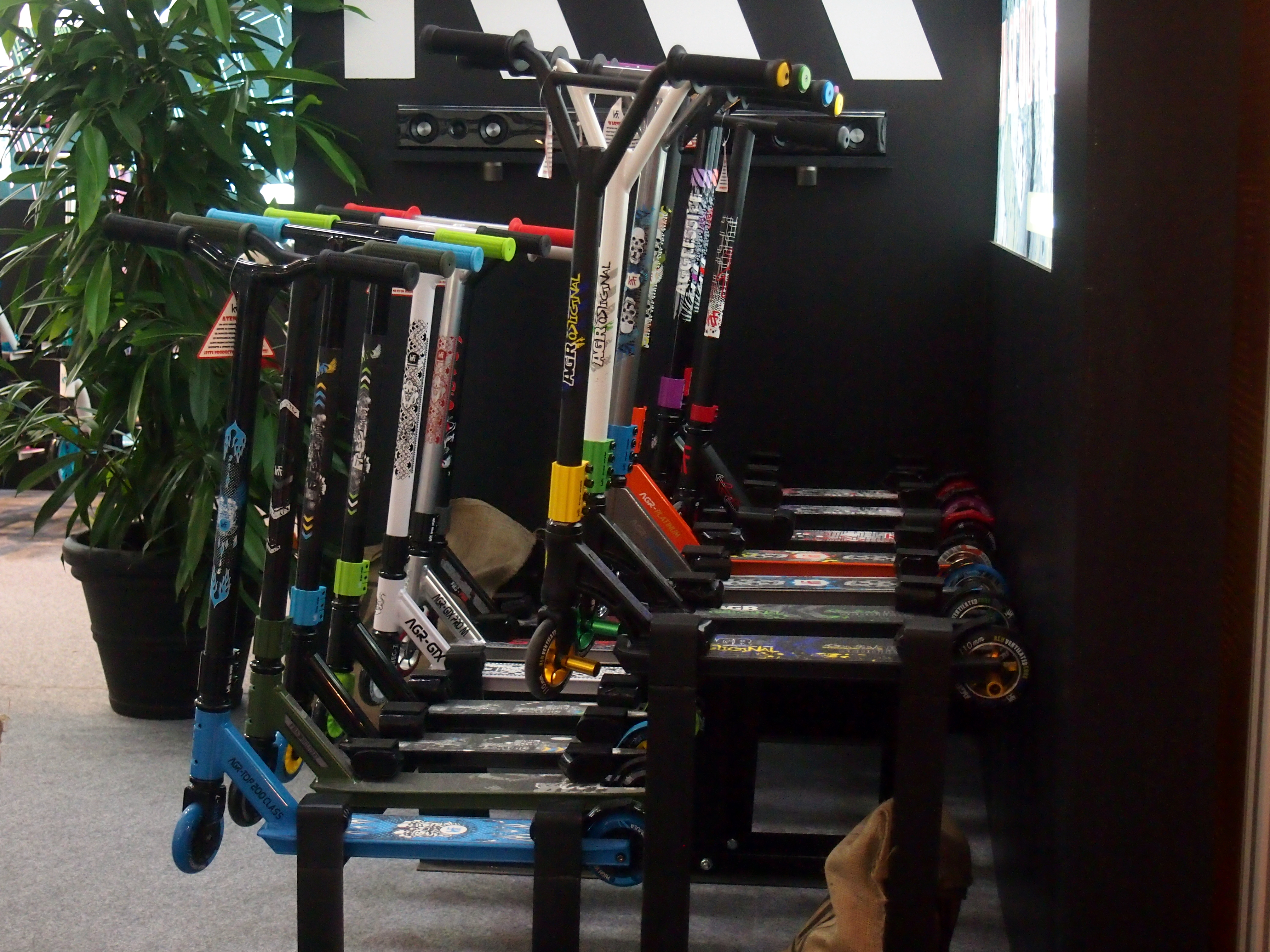
Freestyle scooters

El freestyle de scooter (també scootering, corrent, o caminar en moto) és un esport d'acció que implica l'ús d'escúters (també conegut com a escúters del retrocés) per realitzar trucs d'estil lliure, d'una manera similar a l'skate i BMX freestyle. A les competicions de professionals s'utilitzen indoor i outdoor.

## Orígens
L'scooter freestyle, és un esport extrem que implica l'ús d'escúters (també conegut com a patinets per a la majoria de gent o Krunk escúters a l'àmbit freestyle) És un esport del mateix món que el BMX o l'skate i es duen a terme en les mateixes pistes. S'ha de dir que és l'esport més nou en aquesta varietat, ja que l'skate fa molts anys que va començar i el BMX no com a esport freestyle però sí com a esport.

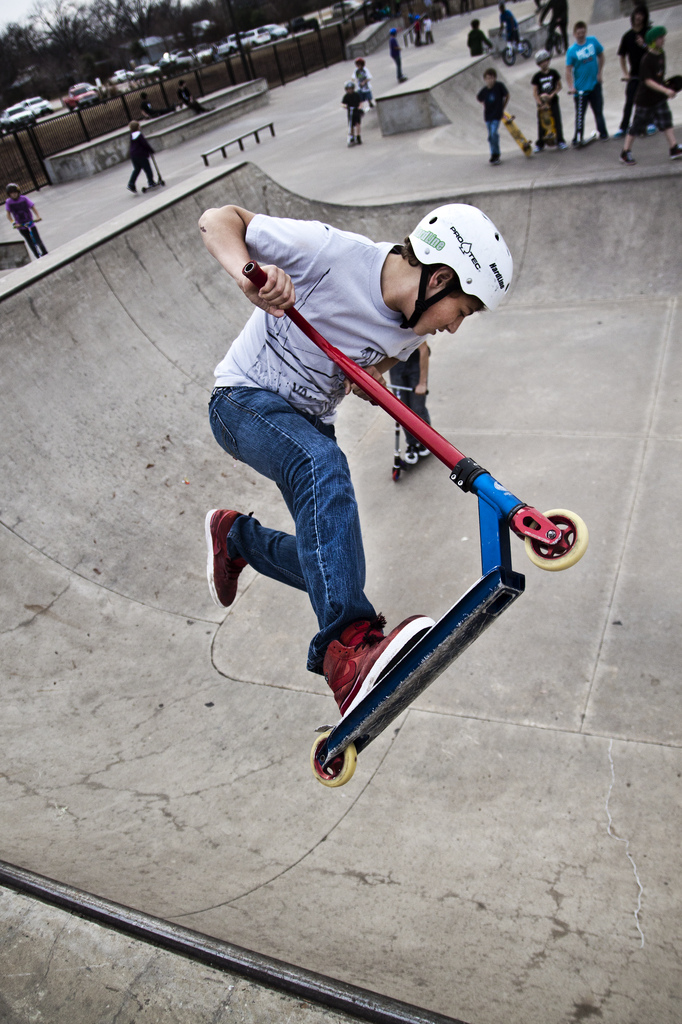

Els scooter van ser produïts en massa per empreses com a força de la il·lusió i BMX i d'ús generalitzat pels nens fins que va ser eclipsat per l'augment de la bicicleta d'empenta assequible major estatus i el patí a través de la dècada de 1970 i principis dels 1980. El disseny pesat i poc flexible i construcció d'aquest tipus d'escúters anteriors termes generals dret a l'exercici de trucs. En la dècada de 1990, Gino Tsai amb la mobilitat i la Micro Systems JDBUG fabriquen el primer escúter modern. Es va distribuir per primera vegada per la imatge més aguda en 1999 i es va fer popular en 2000. Razor EUA després va ser fundada a Califòrnia, i ràpidament va començar a distribuir els escúters d'afaitar com els seus propis productes. La companyia va enlairar, produint ràpidament una gran quantitat de productes elegants i de major qualitat. El primer equip patrocinat ser creat en el mateix any, i va llançar el seu primer vídeo titulat "Evolució d'afaitar." escúter de la revolució va començar a guanyar popularitat, però després hi va haver una notable disminució de la popularitat d'escúter a finals de 2001. Alguns riders van continuar i l'esport va començar a créixer de nou amb una imatge diferent. Les primeres grans competicions d'escúter, SD1, es va dur a terme a San Diego el 2006 i segueix un dels esdeveniments més importants relacionats amb l'escúter i competicions fins a la data. TSI Scooters va ser la primera companyia a produir el "One Cobert pice." El mecanisme de plegat es va reemplaçar amb un tub de direcció de metall sòlid que en general està soldada directament a la coberta de la escúter. Scooters proto han eliminat la soldadura per complet, utilitzant un disseny de llengüeta i ranura per bloquejar el tub de direcció en el seu lloc; Per fixar millor en el seu lloc, s'utilitzen 3 caragols.

## Terreny

### SkatePark
Kick scooters, a causa de la seva construcció, es pot utilitzar la majoria de les estructures, o qualsevol estructura que les bicicletes o patinets utilitzen, incloent-hi rails, calaixos, funboxs, mitjos tubs o bowls que és el mateix i fins i tot rampes verticals que un sol trobar en skateparks molts grans en grans ciutats en skateparks intrens dintre una nau. Molts pilots gaudeixen muntant ' flotant ' per aprendre nous trucs. Pilots prendran aquests trucs a diferents obstacles al llarg del parc de patinatge, com ara quarterrs, flyboxes, transfers, rails, conjunt d'escales, cornises, hubbas, A- rails, bancs i eurogaps. Molts trucs avançats que generalment es realitza en un parc inclouen briflips, kickles, flips, rewins, fronflips, combos entre bars i whips, fronscoots...
Hi ha escúters dissenyats especialment per a cada estil els de park són més reforçats en base però la base la tenen més rodona, ja que alla no tiren trucs de street i no necessiten grindar, junta del manillar o forquilla, ja que són llocs que més pateixen els cops.
Millors riders en skatepark del món són Rhyan Williams d'Austràlia Patrocinat per Madd Gear, després hi ha Dakota schuetz d'Irlanda patrocinat per the valut shop i L'altre millor rider del món és Dylan Morrison d'Austràlia i va patrocinar per the valut pro scooters, a finals d'abril de 2016 Dylan va dir que marxava d'Apex pro scooters.

### Street
Riders de ciutat utilitzen estructures com ara escales, calaixos, hubbas, rails, speedbumps i buits. Els riders del carrer poden centrar-se en trucs tècnics o en lliscant per grans conjunts d'escales i rails. Els carrers són un lloc versàtil per patinar perquè donen als riders obstacles interessants per a realitzar trucs com salts, grabs, les combinacions i les línies que normalment no es pot fer en un parc de patinatge d'estil vertical. Des de finals de 2013 fins a l'actualitat l'street s'ha posat molt de moda, ja que ara la gent s'ha centrat molt mès en aquesta modalitat, igual que l'skate a la dècada dels 90. La gent encara estimen muntar skateparks per divertir-se amb els seus amics, però molts escúters comencen a muntar al carrer quan volen filmar una part de vídeo, ja que així li dona molt més estil.

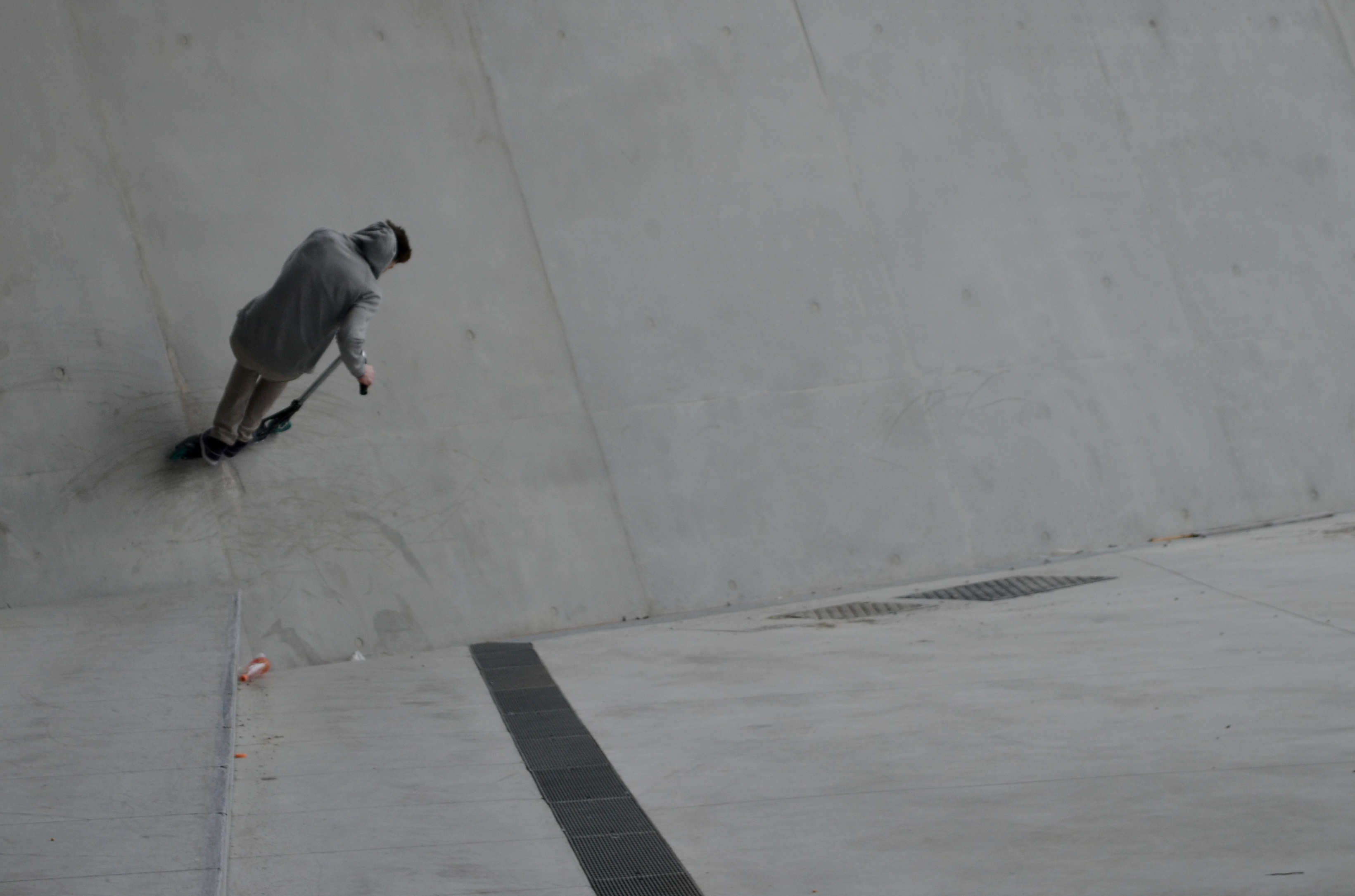
Estil de la modalitat d' scooter en street

Alguns dels millors riders mundials amb street són Eliott Arnold dels Estats Units patrocinat per Ao scooters, 841 Wheels, Elyts foot & wear i Unastan, després tenim Matt mckeen també dels Estats Units patrocinat per Proto scooters, River wheels & co, VEX i Hella grip.

### En pla
El gènere plana de scooter freestyle es porta a terme en superfícies planes, com ara calçades, o pistes tennis / bàsquet amples i amb terrenys llis. En pla els riders prefereixen vincular petits trucs a "combos", o combinacions, com per exemple, els barspins tailwhips, manuals, els girs, els fakies, fakies scooter, barres de desplaçament, fingerwhips, hellwhips, nose manuals, briflips, inwards....

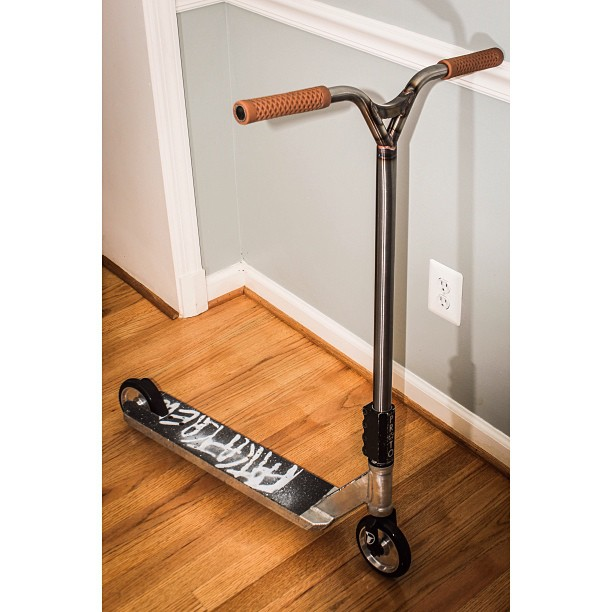
Scooter de Marca Fhoenix scooters

Un dels més coneguts arreu del món amb flat-tricks i flatland (en pla) és Jon Reyes un rider dels Estats Units patrocinat per Blunt scooters.

## Parts de scooter[6]

### Base/Deck
La base és la peça mes importat d'un escúter, ja que sense ella no tens lloc on posar els peus des que va començar l'escúter s'ha innovat molt perquè va començar sent una Base d'un metall molt feble i molt pesant i ha acabat amb unes bases molt ben fetes i que duren molt gràcies a la seva resitencia i noves formes de soldar d'aquests últims anys. Podem diferencia diferents tipus de bases, ja que van segons els estils de patinar,
Street: acostumen a ser bases resitens del coll per la part més alta i també per la part que aguanta la roda posterior.
Park: acostumen a ser més resistens per la part de davant i del centre, ja que és la part que rep més cops al llarg d'un dia.

### Big Bar/Manillar
Normalment estan fets de 4130 cromat o alumini 6061. Les barres originals Razor plegables han estat fora d'ús des de fa anys per la seva facilitat a doblegar-se o trencar-se i són substituïts per barres soldades i d'una sola peça. Hi ha molts dissenys per a les barres com a estàndard "T" Bars i moltes altres variacions de diferents estils i angle. Les barres poden ser de molts mides, ja que puguin triar els riders el que s'adigui més al seu estil de patinar. Les millors marques que pots trobar de manillars són Proto scooters, TSI scooters, Raptor bars, Tilt scooters, Lucky scooters, Ethic scooters, Raw scooters, Fise scooters, Sacriface scooters...

### Punys/Grips
Originalment, els punys de freestyle de scooter eren simplement tires d'escuma de goma com es veu en el clàssic de razor scooters. No obstant això, amb la demanda actual de les peces més fortes i més duradores, semblants de BMX s'utilitzen ara en els scooters, d'empreses com ODI (longnecks) i Animal (Edwin) Tilt scooters, District scooters, Blunt scooters aquestes estàn fets de silicona o goma. La majoria dels punys venen amb extrems de les barres que estan dissenyats per evitar que les barres es converteixin en irregulars a les vores i tallar el rider quan cau.

### Forquilla/Fork
Les forquilles de scooter han recorregut un llarg camí des dels tenidors originals razor, que sovint es doblegaven per un semple impacte. Andrew Broussard, el propietari de Proto Scooters, es va crear la Forquilla Proto Superior a mitjans de 2000 i va començar la demanda per les peces del scooter noves i millorades. Avui dia, moltes empreses fan les forquilles més resitens i d'una sola peça. La majoria de les forquilles son amb scs (sistema de compressió) aquest sistema fa que el manillar del patinet agafat amb una abraçadera amb un tornillo que es colla de la meitat del scs, s' atornilla fins a la fork i això fa que l' scooter no tingui moviment i que el manillar no es mogui.

### Rodes/Wheels
Les primeres rodes de Scooter es componien d'un centre de plàstic i un fora d'uretà. No obstant això, aquests sovint es va trencar, causant el desenvolupament de les rodes principals metalls que són la norma per als riders d'avui dia. Més recent de nucli metall les rodes estan compostes d'un nucli d'alumini mecanitzat i una exterior d'uretà durador.

### Fre/Break
Hi ha un munt de tipus de fre disponibles per al rider de scooter freestyle. Tanmateix, aquests sovint sonall, el que va causar la invenció del sistema de tipus Flex-fender fre que és essencialment només una peça plana o corba de metall que quan es frega deprimit cap avall a la roda per frenar el rider cap avall. Però en realitat un fre en un scooter freestyle no s'utilitza per a l'ús basic que diu el seu nom, perque al apitxar el fre la roda es desgasta irregularment i es gasten més rapid llavors un bon rider ja sap com frenar sense necessitat de apitxar el fre.

### Compressió

#### SCS El sistema de compressió estàndard (SCS)
- Pinça SCS, pern de compressió, starnut, la tapa del receptor de cap, el separador (ús amb barra prima) El sistema SCS s'assembla a una clamp de grans dimensions però internament funciona com un plançó de la bicicleta. Hi ha dues ranures per adaptar-se als bars i forquilla, la més petita de les quals es troba a la part inferior i és per la forquilla. A starnut s'instal·la en la forquilla i la brida de SCS es col·loca sobre el tub de forquilla. El cargol de compressió es cargola en el casquet receptor de cap i després en el starnut. La tapa està atrapat al llavi que es troba internament al SCS. Les barres es col·loquen a la ranura superior i perns situats externament al SCS s'estrenyen per actuar com una abraçadora.

#### ICS El sistema de compressió invertida (ICS)
- Pern de compressió, starnut, ICS de compressió consisteix en un starnut que s'instal·la a les barres. Un pern de compressió es cargola en el casquet receptor de cap i es col·loca en el tub de forquilla des de baix. Es cargola llavors en el starnut situat als bars. La tapa del receptor de cap és més gran que el diàmetre interior del tub de forquilla pel que atrapa i comprimeix el sistema per crear un escúter lliure de sotragueig.

#### HIC Sistema de compressió interna oculta (HIC)
- Pern de compressió, la tapa del receptor de cap, starnut, falca de compressió A starnut està instal·lat al tub de forquilla. Una falca de compressió es col·loca sobre / al voltant del tub de forquilla i el cargol de compressió es cargola a la part superior del tub de forquilla a través de la tapa del receptor de cap i al starnut. La falca és el component que causa la compressió. A mesura que el tap auricular està empenyent cap avall a la falca, la falca empeny cap avall a l'auricular. L'ús d'HIC requereix barres de grans dimensions i una brida de major diàmetre (34.9mm). Enfilar Bloqueig de compressió (TLC) Un sistema de compressió d'HIC-com / forquilla realitzat per Phoenix Pro Scooters, que implica la forquilla i la compressió de falca per cargolar junts. Compressió d'auriculars integrat (IHC) Un sistema de compressió d'HIC-like i forquilla especialment dissenyat que va ser desenvolupat per l'enveja scooters. El tub forquilla és més estret del normal pel que les barres de mida estàndard caben a la falca de compressió.

### Direcció
Serveix per poder fer rotacións amb la base o el manillar el principi en els primers patinets eren de direcció roscada que vol dir que entrava per dintre una forquilla amb una rosca però ara han deseparegut, ja que es deterioraven amb facilitat i acabaven trencan-se però avui en dia ja en scooters més professionals es porten direccións sellades o integrades, ja que aquestes no s'espallen tant, ja que no pot entrar residus i deteriorar-les.

## Rodaments
És el que es posa a la roda perquè pugui girar. N'hi ha de 5 tipus:
- AVEC 3
- AVEC 5
- AVEC 7
- AVEC 9
- AVEC 12

Les millors marques de rodaments són: District scooters, Lucky scooters, Tilt scooters, entre d'altres.